# Atletica leggera femminile ai VI Giochi parapanamericani
Ai VI Giochi parapanamericani di Lima 2019 sono stati assegnati 48 titoli nell'atletica leggera paralimpica femminile.

## Risultati delle gare

### Corse
| Specialità | Cat. | Oro                                                         | Risultato | Argento                                                          | Risultato | Bronzo                                                     | Risultato |
| --- | ---- | ----------------------------------------------------------- | --------- | ---------------------------------------------------------------- | --------- | ---------------------------------------------------------- | --------- |
| 100 m | T11  | Jerusa Geber Dos Santos guida: Gabriel Aparecido Dos Santos | 12"28     | Thalita Vitoria Simplicio guida: Felipe Veloso Da Silva          | 12"38     | Lorena Salvatini guida: Renato Ben Hur Costa               | 12"40     |
| 100 m | T12  | Omara Durand Elias guida: Yuniol Kindelán Vargas            | 11"76     | Viviane Ferreira Soares guida: Newton Vieira De Almeida          | 12"41     | Gabriela Mendonca guida: David Lincoln Dos Santos          | 12"45     |
| 100 m | T13  | Kymberly Crosby                                             | 12"43     | Rayane Soares Da Silva                                           | 12"48     | Blanca Candela Cerrudo                                     | 13"72     |
| 100 m | T36  | Yanina Andrea Martinez                                      | 14"54     | Tascitha Oliveira Cruz                                           | 14"89     | Martha Liliana Hernandez                                   | 15"25     |
| 100 m | T37  | Jaleen Roberts                                              | 13"78     | Veronica Silva Hipolito                                          | 14"17     | Yescarly Medina                                            | 14"98     |
| 100 m | T38  | Lucia Fernanda Muro                                         | 14"33     | Karla Sofia Cardenas                                             | 14"38     | Jenifer Martins Dos Santos                                 | 14"61     |
| 100 m | T47  | Deja Young (T46)                                            | 12"04     | Lisbeli Marina Vera Andrade                                      | 12"39     | Luisa Fernanda Cubillos                                    | 13"18     |
| 100 m | T53  | Jessica Cooper Lewis                                        | 17"36     | Kelsey Le Fevour                                                 | 17"81     | Lucero Anahi Vazquez                                       | 19"15     |
| 100 m | T54  | Hannah Dederick                                             | 17"30     | Valeria Nancy Jara                                               | 18"32     | Lucia Montenegro                                           | 18"36     |
| 100 m | T64  | Nyoshia Cain-Claxton (T44)                                  | 13"38     | Beatriz Hatz                                                     | 13"71     | Catherine Carey (T44)                                      | 14"07     |
| 200 m | T11  | Jerusa Geber Dos Santos guida: Gabriel Aparecido Dos Santos | 25"05     | Thalita Vitoria Simplicio guida: Felipe Veloso Da Silva          | 25"15     | Lorena Salvatini guida: Renato Ben Hur Costa               | 25"84     |
| 200 m | T12  | Omara Durand Elias guida: Yuniol Kindelán Vargas            | 23"67 =   | Greilyz Greimal Villarroel guida: Edicson Roberto Medina Ramirez | 25"58     | Viviane Ferreira Soares guida: Newton Vieira De Almeida    | 26"09     |
| 200 m | T36  | Yanina Andrea Martinez                                      | 31"02     | Tascitha Oliveira Cruz                                           | 31"16     | Daniela Rodriguez                                          | 32"20     |
| 200 m | T37  | Jaleen Roberts                                              | 28"30     | Veronica Silva Hipolito                                          | 30"99     | Lis Yamila Scaroni                                         | 31"53     |
| 200 m | T47  | Deja Young (T46)                                            | 24"86     | Lisbeli Marina Vera Andrade                                      | 25"46     | Fernanda Yara Da Silva                                     | 26"37     |
| 200 m | T64  | Sydney Barta                                                | 28"09     | Beatriz Hatz                                                     | 28"13     | Nyoshia Cain-Claxton (T44)                                 | 28"81     |
| 400 m | T11  | Jhulia Karol Dos Santos Dias guida: Laercio Alves Martins   | 58"93     | Linda Patricia Perez Lopez guida: Javier Enrique Herrera         | 1'00"29   | Diana Laura Coraza guida: Jorge Gaspar                     | 1'01"81   |
| 400 m | T12  | Omara Durand Elias guida: Yuniol Kindelán Vargas            | 52"51     | Greilyz Greimal Villarroel guida: Edicson Roberto Medina Ramirez | 57"98     | Ketyla Paula Pereira guida: Rodrigo Chieregatto            | 58"91     |
| 400 m | T20  | Breanna Clark                                               | 57"09     | Norkelys del Carmen Gonzalez                                     | 59"81     | Cinthya De Anda                                            | 1'01"35   |
| 400 m | T38  | Lucia Fernanda Muro                                         | 1'07"01   | Karla Sofia Cardenas                                             | 1'09"19   | Catarina Guimaraes                                         | 1'10"09   |
| 400 m | T47  | Lisbeli Marina Vera Andrade                                 | 59"10     | Amanda Cerna                                                     | 1'00"07   | Fernanda Yara Da Silva                                     | 1'00"91   |
| 400 m | T53  | Jessica Cooper Lewis                                        | 1'01"95   | Yen Hoang                                                        | 1'02"95   | Kelsey Le Fevour                                           | 1'02"97   |
| 400 m | T54  | Hannah Dederick                                             | 58"96     | Jenna Fesemyer                                                   | 59"68     | Elizabeth Floch                                            | 1'06"00   |
| 800 m | T53  | Yen Hoang                                                   | 2'08"09   | Jessica Cooper Lewis                                             | 2'08"99   | Yadira Del Carmen Soturno Diaz                             | 2'35"46   |
| 800 m | T54  | Jenna Fesemyer                                              | 2'02"52   | Hannah Dederick                                                  | 2'06"30   | Arielle Rausin                                             | 2'12"87   |
| 1500 m | T11  | Monica Rodriguez Saavedra giuda: Kevin Teodoro Aguilar      | 4'52"80   | Maritza Arango Buitrango guida: Jonathan Sanchez Gonzalez        | 4'56"53   | Margarita Carolina Faundez guida: Rodrigo Machado          | 5'11"20   |
| 1500 m | T13  | Daniela Eugenia Velasco (T12) guida: Cesar Daniel Belman    | 4'39"63   | Francy Esther Osorio (T12) guida: John Leonardo Chaves           | 4'40"62   | Jessica Marcela Gonzalez (T12) guida: Niver Rangel Palmera | 4'54"77   |
| 1500 m | T54  | Jenna Fesemyer                                              | 3'54"00   | Hannah Dederick                                                  | 4'03"33   | Arielle Rausin                                             | 4'03"99   |
| 5000 m | T54  | Jenna Fesemyer                                              | 13'22"55  | Arielle Rausin                                                   | 13'32"28  | Hannah Dederick                                            | 13'40"78  |
| record mondiale; record mondiale stagionale; record nord-centroamericano e caraibico; record sudamericano; record dei Giochi panamericani; record nazionale; record personale; record personale stagionale. |      |                                                             |           |                                                                  |           |                                                            |           |

### Concorsi
| Specialità | Cat.          | Oro                             | Risultato | Argento                           | Risultato | Bronzo                          | Risultato              |
| --- | ------------- | ------------------------------- | --------- | --------------------------------- | --------- | ------------------------------- | ---------------------- |
| Salto in lungo | T11-12        | Gabriela Mendonca (T12)         | 5,34 m    | Clelia Vitoria Rodrigues (T11)    | 4,15 m    | Rosario Trinidad Coppola (T11)  | 4,15 m                 |
| Salto in lungo | T36-38        | Jaleen Roberts (T37)            | 4,68 m    | Jenifer Martinis Dos Santos (T38) | 4,06 m    | Catarina Guimaraes (T38)        | 4,05 m                 |
| Salto in lungo | T47           | Kiara Briggitte Rodriguez (T46) | 5,25 m    | Taleah Williams                   | 5,16 m    | Aldana Isabel Ibañez            | 5,03 m =               |
| Salto in lungo | T42-44/T61-63 | Scout Bassett (T63)             | 3,58 m =  | Lacey Henderson (T63)             | 3,39 m    | Catherine Carey (T44)           | 4,45 m                 |
| Getto del peso | F12           | Rebeca Valenzuela               | 13,39 m   | Florencia Belen Romero (F11)      | 9,67 m    | Izabela Silva Campos (F11)      | 9,62 m                 |
| Getto del peso | F20           | Poleth Méndes                   | 12,75 m   | Anaís Méndez                      | 11,89 m   | Itzel Romero Arenas             | 11,41 m                |
| Getto del peso | F32-34        | Nhora Alicia Medina (F34)       | 6,77 m    | Leylane de Castro Moura (F33)     | 5,03 m    | Wendis Mejias Viloria (F34)     | 6,20 m                 |
| Getto del peso | F35-37        | Martha Liliana Hernandez (F36)  | 8,60 m    | Yomaira Cohen (F37)               | 9,07 m    | Marivana Oliveira (F35)         | 9,07 m                 |
| Getto del peso | F40-41        | Mayerli Buitrago Ariza (F41)    | 8,54 m    | Agustina Antonella Ruiz (F41)     | 8,34 m    | Thalia De Souza Pereira (F41)   | 7,53 m                 |
| Getto del peso | F53-55        | Rosa María Guerrero (F55)       | 8,11 m    | Maria Francisca Merdones (F54)    | 7,67 m    | Sebastiana Lopez Arellano (F54) | 7,63 m                 |
| Getto del peso | F57           | Maria De Los Angeles Ortiz      | 10,57 m   | Tuany Priscila Barbosa            | 9,83 m    | Medaglia non assegnata          | Medaglia non assegnata |
| Lancio del disco | F11           | Izabela Silva Campos            | 35,32 m   | Yesenia Maria Restrepo            | 35,12 m   | Florencia Belen Romero          | 28,54 m                |
| Lancio del disco | F38           | Jennifer Lynn Brown (F38)       | 29,35 m   | REYES Dahianna Hernandez (F37)    | 25,26 m   | Yomaira Cohen (F37)             | 24,16 m                |
| Lancio del disco | F41           | Agustina Antonella Ruiz         | 25,80 m   | Thalia De Souza Pereira           | 24,82 m   | Mayerli Buitrago Ariza          | 23,58 m                |
| Lancio del disco | F53           | Elizabeth Rodrigues (F52)       | 16,67 m   | Leticia Ochoa Delgado (F52)       | 11,88 m   | Martha Gustafson (F52)          | 8,58 m                 |
| Lancio del disco | F55           | Rosa Maria Guerrero             | 22,64 m   | Erica Maria Castaño               | 22,42 m   | Belen Montserrat Sánchez        | 22,25 m                |
| Lancio del disco | F57           | Floralia Estrada Bernal         | 29,91 m   | Catalina Rosales                  | 24,96 m   | Tuany Priscila Barbosa          | 22,56 m                |
| Lancio del disco | F64           | Jessica Heims                   | 34,40 m   | Noraivis De Las Heras             | 29,80 m   | Sydney Barta                    | 26,71 m                |
| Lancio del giavellotto | F11-13        | Rebeca Valenzuela (F12)         | 34,46 m   | Marcia Cristina De Almeida (F11)  | 19,94 m   | Izabela Silva Campos (F11)      | 18,66 m                |
| Lancio del giavellotto | F54           | Yanive Torres Martinez          | 16,92 m   | Sebastiana Lopez Arellano         | 15,46 m   | Poliana Fatima Sousa            | 14,00 m                |
| Lancio del giavellotto | F56           | Raissa Rocha Machado (F56)      | 22,64 m   | Santana Campbell (F55)            | 18,00 m   | Yessica De La Luz Jimenez (F56) | 16,98 m                |
| Lancio della clava | F31-32/F51    | Marilu Romina Fernandez (F32)   | 16,68 m   | Shantal Cobos (F32)               | 16,38 m   | Medaglia non assegnata          | Medaglia non assegnata |
| record mondiale; record mondiale stagionale; record nord-centroamericano e caraibico; record sudamericano; record dei Giochi panamericani; record nazionale; record personale; record personale stagionale. |               |                                 |           |                                   |           |                                 |                        |